# غریبه (شیرینی)
غریبه (عربی: غريبة) یک نوع کلوچه است که در مغرب عربی و دیگر قسمت‌های جهان عرب رواج دارد.